# جاك بيت
جاك بيت (بالإنجليزية: Jack Pitt)‏ (20 مايو 1920 في المملكة المتحدة - 17 أغسطس 2004 في المملكة المتحدة) هو لاعب كرة قدم بريطاني (وحمل سابقاً جنسية المملكة المتحدة لبريطانيا العظمى وأيرلندا) في مركز نصف الجناح. لعب مع نادي بريستول روفيرز ووست بروميتش ألبيون ونادي باث سيتي.